# David Klein (ekonom)
David Klein (hebrejsky: דוד קליין, narozen 15. července 1935 Tel Aviv – 25. května 2021) byl izraelský ekonom a guvernér Izraelské banky.

## Biografie
Narodil se v Tel Avivu. Působil jako ekonom v Bance Le'umi. Byl členem organizace Tevel Institute of Policy Studies v Jeruzalému a zastával posty v rozpočtovém oddělení ministerstva financí a v oddělení fiskálních záležitostí Mezinárodního měnového fondu. Za izraelskou vládu zasedal v dozorční radě Telavivské burzy cenných papírů. V letech 2000–2005 byl guvernérem Izraelské banky, která je centrální bankou židovského státu.